# Episodi di Holby City (quindicesima stagione)
La quindicesima stagione della serie televisiva Holby City è stata trasmessa in anteprima nel Regno Unito da BBC One tra il 16 ottobre 2012 e l'8 ottobre 2013.
| nº | Titolo originale             | Titolo italiano | Prima TV UK       | Prima TV Italia |
| -- | ---------------------------- | --------------- | ----------------- | --------------- |
| 1  | The Third Way                |                 | 16 ottobre 2012   |                 |
| 2  | Chasing Demons               |                 | 23 ottobre 2012   |                 |
| 3  | Follow My Leader             |                 | 30 ottobre 2012   |                 |
| 4  | If Not for You               |                 | 6 novembre 2012   |                 |
| 5  | To Absent Friends            |                 | 13 novembre 2012  |                 |
| 6  | Hail Caesar                  |                 | 20 novembre 2012  |                 |
| 7  | After the Party              |                 | 27 novembre 2012  |                 |
| 8  | How Lo Can You Go?           |                 | 4 dicembre 2012   |                 |
| 9  | Fault Lines                  |                 | 11 dicembre 2012  |                 |
| 10 | Through the Darkness         |                 | 18 dicembre 2012  |                 |
| 11 | And We Banish Shade          |                 | 28 dicembre 2012  |                 |
| 12 | Blood Ties                   |                 | 2 gennaio 2013    |                 |
| 13 | Hanssen/Hemingway            |                 | 8 gennaio 2013    |                 |
| 14 | Push the Button (Part 1)     |                 | 15 gennaio 2013   |                 |
| 15 | Push the Button (Part 2)     |                 | 22 gennaio 2013   |                 |
| 16 | The Waiting Game             |                 | 29 gennaio 2013   |                 |
| 17 | Spence's Choice (Part 1)     |                 | 5 febbraio 2013   |                 |
| 18 | Spence's Choice (Part 2)     |                 | 12 febbraio 2013  |                 |
| 19 | Ask Me No Questions          |                 | 19 febbraio 2013  |                 |
| 20 | Unravelled                   |                 | 26 febbraio 2013  |                 |
| 21 | Recovery Position            |                 | 5 marzo 2013      |                 |
| 22 | Not Aaron                    |                 | 12 marzo 2013     |                 |
| 23 | Holby's Got Torment          |                 | 19 marzo 2013     |                 |
| 24 | Journey's End                |                 | 26 marzo 2013     |                 |
| 25 | The End of the Beginning     |                 | 2 aprile 2013     |                 |
| 26 | Promises, Promises           |                 | 9 aprile 2013     |                 |
| 27 | Great Expectations           |                 | 16 aprile 2013    |                 |
| 28 | Second Life                  |                 | 23 aprile 2013    |                 |
| 29 | Time Has Told Me             |                 | 30 aprile 2013    |                 |
| 30 | Only Human                   |                 | 7 maggio 2013     |                 |
| 31 | The More Deceived            |                 | 14 maggio 2013    |                 |
| 32 | Divided We Fall              |                 | 21 maggio 2013    |                 |
| 33 | Back from the Dead           |                 | 28 maggio 2013    |                 |
| 34 | Home                         |                 | 4 giugno 2013     |                 |
| 35 | All Tomorrow's Parties       |                 | 11 giugno 2013    |                 |
| 36 | Follow the Yellow Brick Road |                 | 18 giugno 2013    |                 |
| 37 | Break                        |                 | 25 giugno 2013    |                 |
| 38 | The Journey Home             |                 | 2 luglio 2013     |                 |
| 39 | Mens Sana in Corpore Sano    |                 | 9 luglio 2013     |                 |
| 40 | Make or Break                |                 | 16 luglio 2013    |                 |
| 41 | A Night's Tale               |                 | 23 luglio 2013    |                 |
| 42 | Never Let Me Go              |                 | 30 luglio 2013    |                 |
| 43 | Digby Dog                    |                 | 6 agosto 2013     |                 |
| 44 | Old Wounds                   |                 | 13 agosto 2013    |                 |
| 45 | All at Sea                   |                 | 20 agosto 2013    |                 |
| 46 | Good Day for Bad News        |                 | 27 agosto 2013    |                 |
| 47 | Point of Impact              |                 | 3 settembre 2013  |                 |
| 48 | The Kick Inside              |                 | 10 settembre 2013 |                 |
| 49 | Contra Mundum                |                 | 17 settembre 2013 |                 |
| 50 | Fredrik                      |                 | 24 settembre 2013 |                 |
| 51 | The Cost of Loving           |                 | 1º ottobre 2013   |                 |
| 52 | Like a Prayer                |                 | 8 ottobre 2013    |                 |